# Frekvensräknare
Frekvensräknare är ett instrument för att mäta frekvensen av en signal, oftast med hög noggrannhet.

## Principiell funktion
I grunden är en frekvensräknare precis vad namnet antyder nämligen ett instrument som räknar händelser av en elektrisk signal på räknarens ingång under en viss tid och sedan presenterar denna på en display.

## Noggrannhet
Noggrannheten avgörs av ett antal faktorer där de viktigaste är:
- Noggrannhet på referensklockan
- Räknarprincip
- Mättid

De bästa räknarna har en upplösning på 9–11 siffror, men noggrannhet är väsentligen lägre 5–10 siffror och beror främst på tidbasoscillatorn noggrannhet, men även triggbrus och mättid påverkar resultatets noggrannhet. Det är viktigt att skilja på upplösning och noggrannhet när man bedömer resultatet av sin mätning. 
Många lite bättre frekvensräknare har anslutning för en bättre (oftast 10 MHz) tidbasoscillatorn så att man kan ansluta instrumentet till en lokal noggrannare klocka.

## Externa anslutningsmöjligheter
Moderna frekvensräknare har ofta anslutningar för:
- Extern tidbasoscillator
- Kontrollportar såsom RS232, USB, GPIB och Ethernet för att bygga in räknaren i ett mätsystem

## Bilder
| En modern Fluke frekvensräknare. |  | En gammal nixirörs räknare från 1970-talet. |
| En modern Fluke frekvensräknare. |  | En gammal nixirörs räknare från 1970-talet. |